# If Inside These Walls Was a House
If Inside These Walls Was a House è un singolo del gruppo musicale olandese Epica, pubblicato il 22 giugno 2018 come secondo estratto dal secondo EP Epica VS Attack on Titan Songs.

## Tracce
1. If Inside These Walls Was a House – 3:43 (testo: Simone Simons – musica: Revo)

## Formazione
Gruppo
- Simone Simons – voce principale, cori
- Mark Jansen – chitarra ritmica
- Isaac Delahaye – chitarra solista, ritmica e acustica
- Coen Janssen – sintetizzatore, pianoforte, glockenspiel, campane tubolari, rullante orchestrale, tom orchestrali, timbales, conga, bongo, piatti orchestrali, djembe, darabouka, gong, piatto sospeso, tamburello, chimes, grancassa, cimbalini a dita, campionamenti ed effetti aggiuntivi, arrangiamenti orchestrali e del coro
- Rob van der Loo – basso, rullante orchestrale, tom orchestrali, timbales, conga, bongo, piatti orchestrali, djembe, darabouka, gong, piatto sospeso, tamburello, chimes, grancassa, cimbalini a dita
- Ariën van Weesenbeek – batteria

Altri musicisti
- Marcela Bovio, Linda Janssen – cori
- Maria van Nieukerken – direzione del coro Kamerkoor PA'dam
- Aldona Bartnik, Gonnie van Heugten, Alfrun Schmidt, Annemieke Klinkenberg-Nuijten, Dagmara Siuty – soprani
- Karen Langendonk, Coosje Schouten, Annette Stallinga, Annette Vermeulen – contralti
- Koert Braches, Henk Gunneman, René Veen, Daan Verlaan – tenori
- Angus van Grevenbroek, Jaf Hoffmann, Job Hubatka, Peter Scheele – bassi
- Ben Mathot – primo violino, violino solista
- Marleen Wester, Ian de Jong – primi violini
- Judith van Driel, Floortrje Beljon, Loes Dooren – secondi violini
- Laura van der Stoep, Frank Goossens – viole
- René van Munster, David Faber – violoncelli
- Jurgen van Nijnatten, Marnix Coster – trombe
- Henk Veldt, Alex Thyssen – corni francesi
- Paul Langerman – trombone
- Lennart de Winter – trombone, trombone basso
- Jeroen Goossens – legni (flauto, ottavino, flauto indiano, shakuhachi, low whistle, flauto dolce, clarinetto, fagotto)
- Thijs Dapper – oboe, oboe d'amore
- Joost van den Broek – rullante orchestrale, tom orchestrali, timbales, conga, bongo, piatti orchestrali, djembe, darabouka, gong, piatto sospeso, tamburello, chimes, grancassa, cimbalini a dita, campionamenti ed effetti aggiuntivi, arrangiamenti orchestrali
- Igor Hobus – rullante orchestrale, tom orchestrali, timbales, conga, bongo, piatti orchestrali, djembe, darabouka, gong, piatto sospeso, tamburello, chimes, grancassa, cimbalini a dita

Produzione
- Joost van den Broek – produzione, ingegneria del suono, montaggio, missaggio
- Epica – produzione
- Jos Driessen – ingegneria del suono, montaggio
- Darius van Helfteren – mastering